# Cupa Iugoslaviei
Cupa Iugoslaviei (sârbă Куп Југославије; croată Kup Jugoslavije; slovenă Pokal Jugoslavije, macedoneană Куп на Југославија) a fost competiția fotbalistică națională de cupă din Iugoslavia. Ea a fost fondată în 1923, și s-a desființat în 1991 odată cu destrămarea țării.

## Finalele cupei

### Regatul Iugoslavia (1923–1940)
| Sezon | Câștigător        | Scor | Finalist    |
| ----- | ----------------- | ---- | ----------- |
| 1923  | HAŠK Zagreb       |      |             |
| 1924  | Zagreb XI         | 3–2  | Split XI    |
| 1925  | Zagreb XI         | 3–1  | Split XI    |
| 1926  | Zagreb XI         | 3–1  | Belgrade XI |
| 1927  | Belgrade XI       | 3–0  | Subotica XI |
| 1928  |                   |      |             |
| 1930  |                   |      |             |
| 1934  | BSK Belgrade      |      |             |
| 1936  | SK Jugoslavija    |      |             |
| 1940  | Građanski Zagreb* |      |             |

### RFS Iugoslavia (1947–1991)
| Sezon   | Câștigător       | Scor   | Finalist             | Stadion                                   | Spectatori     |
| ------- | ---------------- | ------ | -------------------- | ----------------------------------------- | -------------- |
| 1947    | Partizan         | 2–0    | Naša Krila Zemun     | Stadion JNA                               | 10,000         |
| 1948    | Red Star         | 3–0    | Partizan             | Stadion Crvena Zvezda                     | 30,000         |
| 1949    | Red Star         | 3–2    | Naša Krila Zemun     | Stadion JNA                               | 50,000         |
| 1950    | Red Star         | *1–1 * | Dinamo Zagreb        | Stadion JNA                               | 50,000         |
| (R)     | Red Star         | 3–0    | Dinamo Zagreb        | Stadion JNA                               | 45,000         |
| 1951    | Dinamo Zagreb    | 4–0    | Vojvodina            | Stadion Maksimir; Stadion JNA             | 15,000; 20,000 |
| 1952    | Partizan         | 6–0    | Red Star             | Stadion JNA                               | 60,000         |
| 1953    | BSK Belgrade     | 2–0    | Hajduk Split         | Stadion JNA                               | 50,000         |
| 1954    | Partizan         | 4–1    | Red Star             | Stadion JNA                               | 40,000         |
| 1955    | BSK Belgrade     | 2–0    | Hajduk Split         | Stadion JNA                               | 20,000         |
| 1956–57 | Partizan         | 5–3    | Radnički Belgrade    | Stadion JNA                               | 12,000         |
| 1957–58 | Red Star         | 4–0    | Velež Mostar         | Stadion JNA                               | 30,000         |
| 1958–59 | Red Star         | 3–1    | Partizan             | Stadion JNA                               | 50,000         |
| 1959–60 | Dinamo Zagreb    | 3–2    | Partizan             | Stadion JNA                               | 40,000         |
| 1960–61 | Vardar           | 2–1    | Varteks              | Stadion JNA                               | 15,000         |
| 1961–62 | OFK Belgrade     | 4–1    | Spartak Subotica     | Stadion JNA                               | 10,000         |
| 1962–63 | Dinamo Zagreb    | 4–1    | Hajduk Split         | Stadion JNA                               | 30,000         |
| 1963–64 | Red Star         | 3–0    | Dinamo Zagreb        | Stadion Crvena Zvezda                     | 60,000         |
| 1964–65 | Dinamo Zagreb    | 2–1    | Budućnost Titograd   | Stadion Crvena Zvezda                     | 13,000         |
| 1965–66 | OFK Belgrade     | 6–2    | Dinamo Zagreb        | Stadion JNA                               | 35,000         |
| 1966–67 | Hajduk Split     | 2–1    | Sarajevo             | Stadion Stari plac                        | 15,000         |
| 1967–68 | Red Star         | 7–0    | Bor                  | Stadion Crvena Zvezda                     | 10,000         |
| 1968–69 | Dinamo Zagreb    | *3–3 * | Hajduk Split         | Stadion JNA                               | 20,000         |
| (R)     | Dinamo Zagreb    | 3–0    | Hajduk Split         | Stadion JNA                               | 15,000         |
| 1969–70 | Red Star         | *3–2 * | Olimpija Ljubljana   | Stadion Bežigrad; Stadion Crvena Zvezda   | 6,000; 30,000  |
| 1970–71 | Red Star         | 6–0    | Sloboda Tuzla        | Stadion Tušanj; Stadion Crvena Zvezda     | 7,000; 6,000   |
| 1971–72 | Hajduk Split     | 2–1    | Dinamo Zagreb        | Stadion JNA                               | 15,000         |
| 1973    | Hajduk Split     | 3–2    | Red Star             | Stadion Stari plac; Stadion Crvena Zvezda | 25,000; 10,000 |
| 1974    | Hajduk Split     | 1–0    | Borac Banja Luka     | Stadion JNA                               | 20,000         |
| 1975–76 | Hajduk Split     | *1–0 * | Dinamo Zagreb        | Stadion Crvena Zvezda                     | 60,000         |
| 1976–77 | Hajduk Split     | *2–0 * | Budućnost Titograd   | Stadion Crvena Zvezda                     | 60,000         |
| 1977–78 | Rijeka           | *1–0 * | Trepča               | Stadion Crvena Zvezda                     | 40,000         |
| 1978–79 | Rijeka           | 2–1    | Partizan             | Stadion Kantrida; Stadion Crvena Zvezda   | 20,000; 55,000 |
| 1979–80 | Dinamo Zagreb    | 2–1    | Red Star             | Stadion Maksimir; Stadion Crvena Zvezda   | 50,000; 50,000 |
| 1980–81 | Velež Mostar     | 3–2    | Željezničar Sarajevo | Stadion Crvena Zvezda                     | 40,000         |
| 1981–82 | Red Star         | 6–4    | Dinamo Zagreb        | Stadion Maksimir; Stadion Crvena Zvezda   | 50,000; 60,000 |
| 1982–83 | Dinamo Zagreb    | 3–2    | Sarajevo             | Stadion Crvena Zvezda                     | 25,000         |
| 1983–84 | Hajduk Split     | 2–1    | Red Star             | Stadion Poljud; Stadion Crvena Zvezda     | 12,000; 70,000 |
| 1984–85 | Red Star         | 3–2    | Dinamo Zagreb        | Stadion Maksimir; Stadion JNA             | 40,000; 60,000 |
| 1985–86 | Velež Mostar     | 3–1    | Dinamo Zagreb        | Stadion JNA                               | 40,000         |
| 1986–87 | Hajduk Split     | †1–1 † | Rijeka               | Stadion JNA                               | 30,000         |
| 1987–88 | Borac Banja Luka | 1–0    | Red Star             | Stadion JNA                               | 25,000         |
| 1988–89 | Partizan         | 6–1    | Velež Mostar         | Stadion JNA                               | 35,000         |
| 1989–90 | Red Star         | 1–0    | Hajduk Split         | Stadion JNA                               | 35,000         |
| 1990–91 | Hajduk Split     | 1–0    | Red Star             | Stadion JNA                               | 7,000          |

## Performanță după club
| Club                 | Republică/Provincie | Trofee | Ultimul trofeu | Finale | Ultima finală pierdută | Total apariții |
| -------------------- | ------------------- | ------ | -------------- | ------ | ---------------------- | -------------- |
| Red Star             | Serbia              | 12     | 1990           | 7      | 1991                   | 19             |
| Hajduk Split         | Croatia             | 9      | 1991           | 5      | 1990                   | 14             |
| Dinamo Zagreb        | Croatia             | 7      | 1983           | 8      | 1986                   | 15             |
| Partizan             | Serbia              | 5      | 1989           | 4      | 1979                   | 9              |
| OFK Belgrade         | Serbia              | 4      | 1966           | 0      | –                      | 4              |
| Velež Mostar         | Bosnia H.           | 2      | 1986           | 2      | 1989                   | 4              |
| Rijeka               | Croatia             | 2      | 1979           | 1      | 1987                   | 3              |
| Borac Banja Luka     | Bosnia H.           | 1      | 1988           | 1      | 1974                   | 2              |
| Vardar               | Macedonia           | 1      | 1961           | 0      | –                      | 1              |
| Sarajevo             | Bosnia H.           | 0      | –              | 2      | 1983                   | 2              |
| Budućnost Titograd   | Montenegro          | 0      | –              | 2      | 1977                   | 2              |
| Naša Krila Zemun     | Serbia              | 0      | –              | 2      | 1949                   | 2              |
| Željezničar Sarajevo | Bosnia H.           | 0      | –              | 1      | 1981                   | 1              |
| Trepča               | Kosovo              | 0      | –              | 1      | 1978                   | 1              |
| Sloboda Tuzla        | Bosnia H.           | 0      | –              | 1      | 1971                   | 1              |
| Olimpija Ljubljana   | Slovenia            | 0      | –              | 1      | 1970                   | 1              |
| Bor                  | Serbia              | 0      | –              | 1      | 1968                   | 1              |
| Spartak Subotica     | Vojvodina           | 0      | –              | 1      | 1962                   | 1              |
| Varteks              | Croatia             | 0      | –              | 1      | 1961                   | 1              |
| Radnički Belgrade    | Serbia              | 0      | –              | 1      | 1957                   | 1              |
| Vojvodina            | Vojvodina           | 0      | –              | 1      | 1951                   | 1              |

## Performanță după Republică/Provincie
| Republică          | Trofee | Finale | Apariții |
| ------------------ | ------ | ------ | -------- |
| Bosnia Herzegovina | 3      | 7      | 10       |
| Croatia            | 18     | 15     | 33       |
| Kosovo             | 0      | 1      | 1        |
| Macedonia          | 1      | 0      | 1        |
| Montenegro         | 0      | 2      | 2        |
| Slovenia           | 0      | 1      | 1        |
| Serbia             | 21     | 15     | 36       |
| Vojvodina          | 0      | 2      | 2        |